# Grus (género)
Grus é um género de aves da família Gruidae, vulgarmente conhecidas como grous.
Este género contém as seguintes oito espécies:
- Grou-carunculado (G. carunculatus, também conhecido por Bugeranus carunculatus)
- Grou-azul (G. paradisea, também conhecido por Anthropoides paradisea)
- Grou-pequeno (G. virgo, também conhecido por Anthropoides virgo)
- Grou-da-manchúria (G. japonensis)
- Grou-americano ou Grou-cantor (G. americana)
- Grou-comum (G. grus)
- Grou-de-capuz (G. monacha)
- Grou-de-pescoço-preto (G. nigricolis)